# Восток штата Алагоас

Восток штата Алагоас на карте.

Восток штата Алагоас (порт. Mesorregião do Leste Alagoano) — административно-статистический мезорегион в Бразилии, входит в штат Алагоас.Население составляет 2 064 525 человек (на 2010 год). Площадь — 13 238,063 км². Плотность населения — 155,95 чел./км².

## Демография
Согласно сведениям, собранным в ходе переписи 2010 г. Национальным институтом географии и статистики (IBGE), население мезорегиона составляет:
| Полное население                            | Полное население                            | Полное население                            | Полное население                            | 2 064 525 |
| ------------------------------------------- | ------------------------------------------- | ------------------------------------------- | ------------------------------------------- | --------- |
| в том числе:                                | Городское население                         | 1 739 874                                   | Процент городского населения, %             | 84,27     |
|                                             | Сельское население                          | 324 651                                     | Процент сельского населения, %              | 15,73     |
|                                             | Мужское население                           | 996 123                                     | Процент мужского населения, %               | 48,25     |
|                                             | Женское население                           | 1 068 402                                   | Процент женского населения, %               | 51,75     |
| Плотность населения, чел/км²                | Плотность населения, чел/км²                | Плотность населения, чел/км²                | Плотность населения, чел/км²                | 155,95    |
| Население мезорегиона в % к населению штата | Население мезорегиона в % к населению штата | Население мезорегиона в % к населению штата | Население мезорегиона в % к населению штата | 66,16     |

## Состав мезорегиона
В мезорегион входят следующие микрорегионы:
1. Серрана-дус-Киломбус
2. Мата-Алагоана
3. Масейо
4. Пенеду
5. Сан-Мигел-дус-Кампус
6. Литорал-Норти-Алагоану